# Scambus diversus
Scambus diversus là một loài tò vò trong họ Ichneumonidae.